# Heterogastridiaceae
Heterogastridiaceae Oberw. & R.Bauer, 1990 è una famiglia di funghi basidiomiceti, unica rappresentante dell'ordine Heterogastridiales Oberw. & R.Bauer, 1990; essa contiene 4 generi e 7 specie.